# Spadelandsret
Spadelandsret er en retsforskrift fra den sene middelalder. Den betyder, at de, som boede i marskområderne ved kysten fik retten til deres jord mod til gengæld at vedligeholde diger og koge. Spadeland kan oversættes med (med en spade) kultiveret marskland. 
Digeloven var uskreven ret og blev først kodificeret i Nordfrisland i 1556. Et kendt udtryk fra spadelandsretten fra 1556 er Den, der ikke vil dige, må vige. 